# La reina del Chantecler
La reina del Chantecler és una pel·lícula dramàtica espanyola dirigida per Rafael Gil i protagonitzada per Sara Montiel, que es va estrenar el 1962.

## Argument
La Bella Charito triomfa al teatre Chantecler de Madrid com l'estrella del cuplet durant la Primera Guerra Mundial. Per la seva gran bellesa i talent té a tots els homes adinerats als seus peus que li obsequien amb joies i tota classe de regals, però està enamorada del jove periodista Federico de la Torre, i no escolta qui li diu que aquest home és un vividor i un pocavergonya que l'enganya amb unes altres.
Madrid llavors era un formiguer d'espies de totes les nacions per ser la capital d'un dels pocs països europeus neutrals durant la guerra. Per això va albergar gran part de les classes altes de tots els països que havien fugit del conflicte. Fins i tot Charito és temptada amb caríssimes joies per treballar com a espia per Henri Duchel, el cap dels serveis secrets francesos, però rebutja. Però Federico sí que es dedica des de fa temps a l'espionatge juntament amb la seva antiga amant la marquesa de Monteluna, i Charito es veu obligada a ajudar-lo per a evitar que el seu marit el reptés a un duel en confondre les seves trobades amb cites amoroses i no poder aclarir-li'n la veritable raó. Així Charito obre per fi els ulls i deixa Federico i per a fugir de l'escàndol que es deslliga. Se'n va per a una temporada a Sant Sebastià.
Res més arribar al País Basc s'assabenta que hi ha festes a Oiartzun i recorda Santi, un jove pilotari amb qui es va trobar a Madrid i decideix trobar-lo. El jove desconeix la professió de Charito i ni tan sols el seu veritable nom ja que es presenta davant el com Margarita i durant les festes tots dos joves s'enamoren. Ella coneix a la seva família, carlista i molt conservadora, i es comporta com una noia tradicional. Però l'idil·li es veu interromput quan apareix Federico i Mata Hari i ella ha de tornar a actuar al casino de Sant Sebastià després de presenciar com l'espia és lliurada a la frontera francesa. A més els amics de Santi li revelen la veritable identitat de Charito i el jove va al teatre a confirmar-la. Quan la descobreix en l'escenari se'n va desolat i encara que ella intenta aconseguir-lo, no pot evitar que se suïcidi i sigui arrossegat per una ona en l'espigó del port durant una tempesta. Així trunca les esperances de Charito de deixar el món de l'espectacle i tenir una vida com les altres dones.

## Repartiment
- Sara Montiel: la Bella Charito
- Alberto de Mendoza: Federico de la Torre
- Luigi Giuliani: Santi de Alcíbar
- Greta Chi: Mata Hari
- Gérard Tichy: Henri Duchel
- Amelia de la Torre: Adelina
- Milagros Leal: Doña Pura
- Ana Mariscal: Carola, comtessa de Valdeluna
- Julia Caba Alba: Doña Exaltación
- José Franco: Don Pagaré
- José Orjas: Empresario
- Pedro Osinaga: Iñaki Aguirre
- Francisco Piquer

## Premis
Als Premis del Sindicat Nacional de l'Espectacle de 1962 la pel·lícula va obtenir un premi en metàl·lic de 150.000 pessetes i va guanyar el premi als millors decorats.